# Pierre Arnollet
Pierre Jean-Baptiste Arnollet, né à Pontailler-sur-Saône le 21 mai 1776, mort à Dijon le 30 janvier 1857, est un ingénieur des Ponts et Chaussées français.

## Biographie
Élève de Polytechnique, il est nommé ingénieur des Ponts et Chaussées en Égypte, où il est nommé le 2 août 1798 « agent français dans la province d'Alfyeh » au Fayoum.
Il s'embarque vers le milieu de février 1799 à Suez avec Champy fils pour un voyage le long des rives de la mer Rouge jusqu'à Cosséir, et sert comme officier d'état-major à la bataille de Cosséir.
De retour en France, ingénieur à Dijon, il se passionne pour les techniques, ponts, adduction d'eau, lignes de chemin de fer.
Il invente et formule des propositions, par exemple au sujet du chemin de fer atmosphérique de Saint-Germain.
Il est l'auteur de plusieurs publications sur les chemins de fer.
Il est inhumé au cimetière de Dijon.

## Sources
- Édouard de Villiers du Terrage, Journal et souvenirs sur l'expédition d'Égypte, mis en ordre et publiés par le baron Marc de Villiers du Terrage, Paris, E. Plon, Nourrit, 1899,  et L'expédition d'Égypte 1798-1801, Journal et souvenirs d'un jeune savant, Paris, Cosmopole, 2001 et 2003, p. 351.
- Yves Laissus, L'Égypte, une aventure savante (1798-1801), Paris, Fayard, 1998, p. 126 et 219.
- François Arnollet, Paul Barbier, Heurs et malheurs d'un polytechnicien de l'an V : Pierre Arnollet (1775-1857) ingénieur des Ponts et Chaussées, Sabix, Bulletin de la Société des amis de la bibliothèque de l'X, 1999, no 21, p. 21-65

- Notices d'autorité :   - VIAF
  - ISNI
  - BnF (données)
  - IdRef
  - LCCN
  - Pologne
  - NUKAT
  - WorldCat